# カラーピン
カラーピン（英語: collar pin) とは、結んだネクタイを胸元から離し前方に浮かせるために使用する装身具である。

## 概要
ネクタイを浮かせ活動的に見せる働きをする。襟留めはネクタイをするときは結び目の後ろに隠れるようにして使う。
刺す物はカラーピン、挟む物はカラークリップ、ピンホールカラーのワイシャツに用いる物はカラーバーと呼ぶ。以下にタイプを載せる。

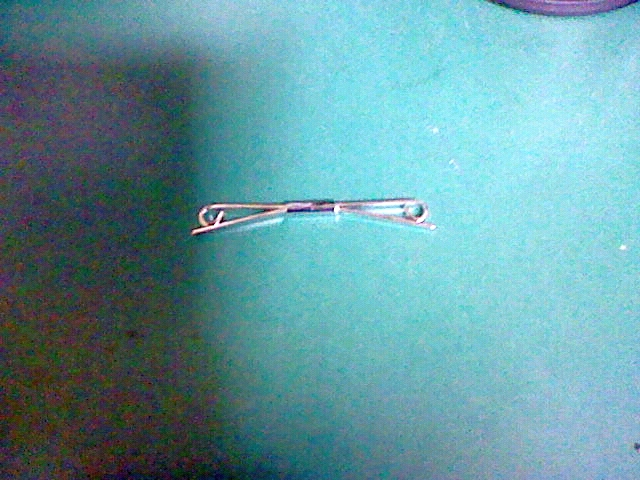
両側がピンになったカラーピン

カラー・ピン

襟留め用品に使う、両側がクリップになっていて襟を挟んで留めるタイプと小型のピンになっていて左右が分かれており、鎖で繋がったタイプも存在する。
カラー・バー
両側をねじ止めするスティックピンに似ている。ピンホールカラーのワイシャツ専用。無地の金属が多いが、金具の左右に石やガラスを埋め込んだものも存在する。
カラー・ピン
カラー・ピンはこれら3種の総称だが、特に安全ピン型のものを指して使う。ラペルピンの一種としても使う。ラペルピンとしては鎖と飾りが付いた物が多い。

## 着用方法
カラーピンを着用するときはネクタイピンを付けないか、ネクタイピンをネクタイの小剣（ネクタイの細い部分）のみに着用するようにする。

## 歴史
昔はネクタイが薄く柔らかかったため、ネクタイの結び目が緩まない為に用いていた。現在はお洒落として用いることが多い。